# Nowe Żeńsko
Nowe Żeńsko es un pueblo perteneciente a la gmina Choszczno, powiat de Choszczno, voivodato de Pomerania Occidental, Polonia.

## Superficie
Cuenta con una superficie de 1,890 kilómetros cuadrados.

## Demografía
Hasta 2021 la población era de 56 habitantes, con una densidad de población de 29,63 habitantes por kilómetro cuadrado. El 41,1% conformada por hombres y el 58,9% por mujeres. De estos, el 28,6% corresponden a menores de edad de 0-17 años, 55,4% a personas entre 18-64 años y el 16,1% a personas de 65 o más años.
| Gráfica de evolución demográfica de Nowe Żeńsko entre 2011 y 2021 |
|                                                                   |
| Datos según City Population.                                      |